# Hassan Pena
Hassan Sánchez Pena (Ciego de Ávila, 25 de marzo de 1985) es un lanzador diestro de béisbol cubano. Juega para los Piratas de Campeche en la Liga Mexicana de Béisbol.
En la Serie Nacional de Béisbol de Cuba, Pena jugó para los Metropolitanos y los Industriales. Pena fue mantenido fuera de la selección de béisbol de Cuba porque tenía parientes en los Estados Unidos, y se temía que pudiera desertar. Como resultado de ello, desertó en 2005.
Después de asistir al Palm Beach Community College en Florida, fue seleccionado por los Washington Nationals en la 13.ª ronda del 2006 draft amateur.
Pena no jugó en el sistema de los Nacionales en 2006. Pasó la temporada de 2007 con los Lake Monsters Vermont de la Nueva York-Penn League. En 13 aperturas, lanzó 59⅓ innings, compilando un récord de ganados y perdidos de 4-5 y una efectividad de 4.25. En 2008 se lanzó para los Nacionales de Potomac y los Suns de Hagerstown, y en 2009 lanzó para los Nacionales GCL y Hagerstown.
En la temporada 2012-13 vistió el uniforme de las Águilas del Zulia en la Liga Venezolana de Béisbol Profesional, consiguiendo el galardón al Cerrador del Año. La siguiente temporada vestiría los colores de los Navegantes del Magallanes, su equipo hasta la temporada 2017-18, donde logró conseguir el premio al Cerrador del Año dos veces más, para así sumar tres temporadas consecutivas consiguiendo dicho premio. En la temporada 2017-18 se le revocó el premio de Cerrador del Año tras fallar en una prueba antidopaje. 
Pena es también poseedor de la mejor marca de salvados de por vida para un lanzador extranjero en la Liga Venezolana de Béisbol Profesional LVBP con 86 rescates, que es el tercer número más alto en la historia del circuito. Solo tiene por encima los 124 de Richard Garcés y los 88 de Francisco Buttó, con quien compartirá causa en los escualos. De por vida, el antillano tiene 2.50 de efectividad y 1.16 de WHIP. Además posee el récord de salvados en una temporada y que se convirtió en récord de las ligas del Caribe, En la temporada 2015-16, Pena asentó el  récord en las ligas del Caribe al salvar 23 juegos con los Navegantes del Magallanes.